# Ligamentum gastrosplenicum

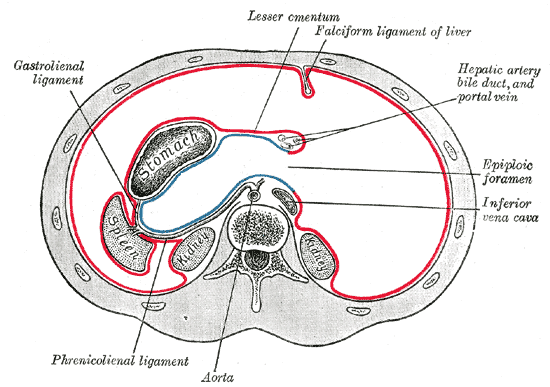
Horizontale Anordnung des Bauchfells im Oberbauch, das Ligamentum gastrosplenicum ist als gastrolienal ligament oben links beschriftet

Das Ligamentum gastrosplenicum, auch Ligamentum gastrolienale (von altgriechisch γαστῆρ gaster, deutsch ‚Magen‘, altgriechisch σπλήν splen, deutsch ‚Milz‘ und lateinisch lien ‚Milz‘) oder Magen-Milz-Band ist eine Serosaduplikatur in der Bauchhöhle. Es zieht von der großen Krümmung (Curvatura major) des Magens zur Milzpforte (Hilus lienis). Das schmale Band ist Teil der Vorderwand des Netzbeutels. Im Band verlaufen die Endäste der Milzarterie zur großen Magenkrümmung, die Arteriae gastricae breves und Arteria gastroomentalis sinistra. Das Lig. gastrosplenicum entsteht embryonal aus dem rückenseitigen Gekröse des Magens, dem Mesogastrium dorsale.